# Света Параскева (Ано Милия)
Вижте пояснителната страница за други значения на Света Параскева.
„Света Параскева“ (на гръцки: Aγίας Παρασκευής Σφενδάμης) е средновековна православна църква в село Ано Милия, Егейска Македония, Гърция, част от Китроската, Катеринска и Платамонска епархия.
Църквата е разположена в източния край на селото. Изградена е в XVII век. В архитектурно отношение е каменна базилика с красива камбанария. Църквата се отличава с акустиката си и изящната си вътрешна украса.